# Microsoft Windows NT 3.5
Microsoft Windows NT 3.5 er den anden version i Windows NT-familien. Systemet blev udgivet den 21. september 1994.
Windows NT 3.5 findes i to udgaver: NT Workstation og NT Server. Supporten til Windows NT 3.5 ophørte den 31. december 2001. Det vil sige, at Microsoft ikke længere understøtter styresystemet.